# ایندوفود
ایندوفود (انگلیسی: Indofood) شرکت صنایع غذایی اندونزیایی است، که در سال ۱۹۶۸ تأسیس شد.